# Altendorf
Altendorf es una comuna suiza del cantón de Schwyz, situada en el distrito de March. Limita al norte con la comuna de Rapperswil-Jona (SG), al este con Lachen y Galgenen, al sureste con Vorderthal, al suroeste Einsiedeln, y al oeste con Freienbach. Tiene una superficie de 2085 ha.